# Патель, Химеш
Химеш Джитендра Патель (англ. Himesh Jitendra Patel; род. 13 октября 1990, Хантингдон, Кембриджшир, Англия) — британский актёр индийского происхождения.

## Биография
Химеш Патель родился в Хантингдоне, Кембриджшир. Его родители родом из индийского штата Гуджарат, но родились в Африке. Позднее они иммигрировали в Англию через Индию. В 11 лет он участвовал в школьной постановке. Его учитель посчитал, что у него талант, и рассказал об этом его родителям, после чего они записали его в театральную школу.
Когда ему было 16 лет он получил роль в сериале «Жители Ист-Энда», где начиная с 2007 года в течение нескольких лет играл роль Тамвара Масуда. Он также участвовал в спин-оффе «Жители Ист-Энда: E20», выходившего в 2011 году. С 2016 по 2018 он играл роль социального работника в сериале «Damned», выходившего на канале Channel 4.
В 2019 году он сыграл роль в фильме «Вчера», ставшей его дебютом в кино, а также в фильме «Аэронавты». В августе того же года стало известно о том, что Химеш получил роль в фильме Кристофера Нолана «Довод».

## Фильмография
| Год       |    | Русское название    | Оригинальное название | Роль              |
| --------- | -- | ------------------- | --------------------- | ----------------- |
| 2007—2016 | с  | Жители Ист-Энда     | Eastenders            | Тамвар Масуд      |
| 2016—2018 | с  |                     | Damned                | Нитин             |
| 2019      | ф  | Вчера               | Yesterday             | Джек Малик        |
| 2019      | ф  | Аэронавты           | The Aeronauts         | Джон Трю          |
| 2020      | ф  | Довод               | Tenet                 | Махир             |
| 2020      | с  | Авеню 5             | Avenue 5              | Джордан Хатваль   |
| 2020      | с  | Светила             | Luminaries            | Эмери Стейнз      |
| 2021—2022 | с  | Станция Одиннадцать | Station Eleven        | Дживан Чаудхари   |
| 2021      | ф  | Не смотрите наверх  | Don’t Look Up         | Филипп            |
| 2023      | мф | Изумительный Морис  | Amazing Maurice       | Кит (озвучивание) |
| 2024      | ф  | Ненасытные люди     | Greedy People         | офицер Уилл Шелли |
| 2024      | ф  | Оценка              | The Assessment        | Аарян             |
| 2026      | ф  | Одиссея             | The Odyssey           |                   |
|           | ф  | Энола Холмс 3       | Enola Holmes 3        | Джон Ватсон       |